# Naif Al-Hadhrami
Naif Al-Hadhrami (Rayán, 18 de julio de 2001) es un futbolista catarí que juega en la demarcación de centrocampista para el Al-Arabi SC de la Liga de fútbol de Catar.

## Selección nacional
Tras jugar con la selección de fútbol sub-23 de Catar, debutó con la selección absoluta el 29 de marzo de 2022 en un partido amistoso contra Eslovenia que finalizó con un resultado de empate a cero. Además fue convocado por el seleccionador Félix Sánchez Bas para disputar la Copa Mundial de Fútbol de 2022 con la selección de fútbol de Catar.

## Clubes
| Club                     | País  | Año       | Partidos | Goles |
| ------------------------ | ----- | --------- | -------- | ----- |
| Al-Rayyan SC             | Catar | 2019-2024 | 69       | 4     |
| Al Shahaniya SC (cedido) | Catar | 2024-2025 | 12       | 0     |
| Al-Rayyan SC             | Catar | 2025-     | 3        | 0     |